# Zemene Mesafint
La Zemene Mesafint (Ge'ez: ዘመነ መሳፍንት zamana masāfint), la «Era de los Jueces» o «de los Príncipes», fue un período de la historia etíope que abarca desde 1769 a 1855 cuando la autoridad central desapareció de facto y el país se dividió entre varios caudillos locales en guerra entre sí, relegando a los emperadores de la dinastía salomónica a figuras decorativas confinadas en la capital, Gondar. Los ras, equivalentes a «duques» europeos, pasaron a gobernar sus propios territorios de forma independiente, destacando los de Tigray, Begedimir, Yeju, Shewa y Gojjam. Los oromo de Yeju se impusieron como los más poderosos regentes y fue sólo el carácter sacro de la figura del emperador lo que impidió la extinción de la dinastía.

## Causas

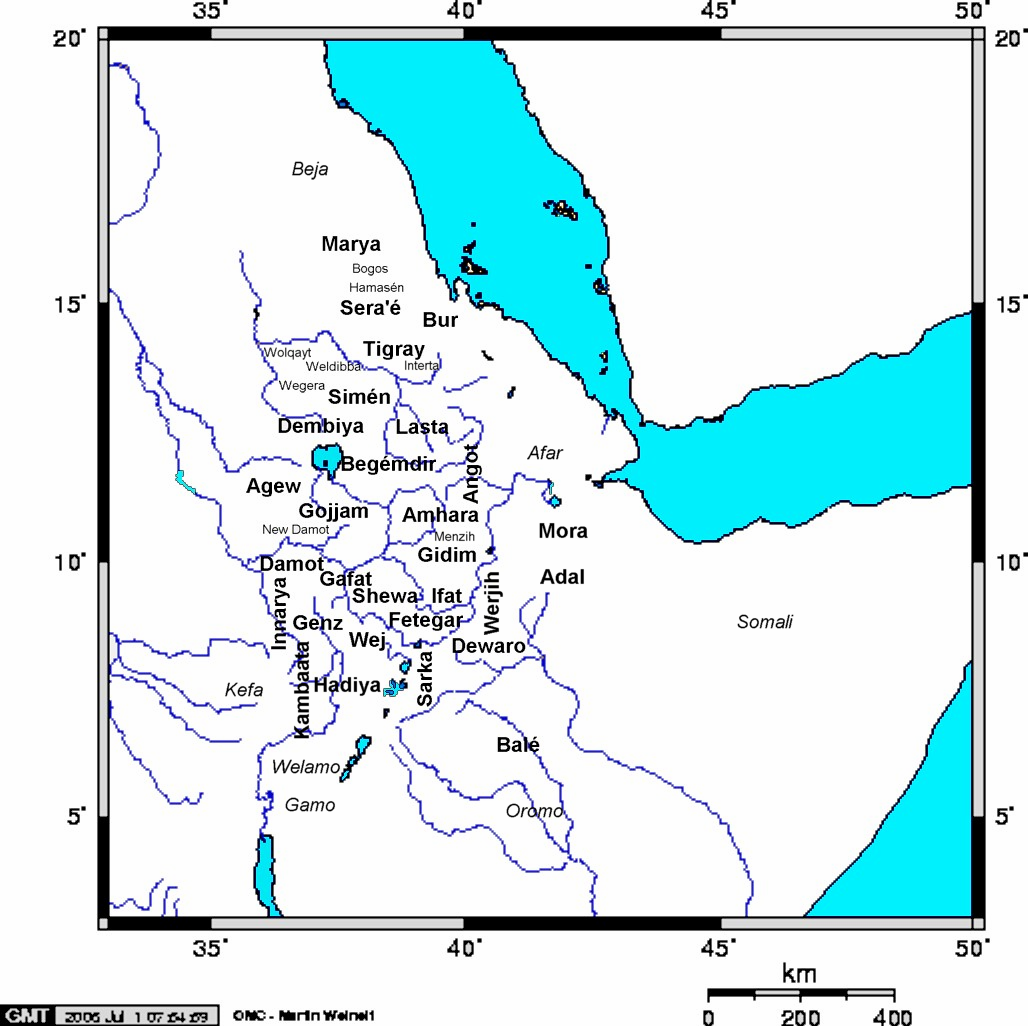
Mapa de las provincias medievales de Etiopía.

Desde mediados del siglo XVII la unidad política y homogeneidad étnica del Imperio etíope se estaban disolviendo, llevando a una crisis interminable al país. La migración de los oromos, la guerra permanente con los vecinos reinos islámicos y la fuerza centrífuga de los regionalismos lentamente destruyeron al Estado medieval etíope.

## Período
Entre las décadas de 1760 y 1770 Etiopía se sumergió en un «salvajismo pre-moderno» como el visto en otras regiones de África a mediados del siglo XIX. La nobleza ganó predominancia sobre la monarquía y aunque los emperadores siguieron existiendo, estos se convirtieron en figuras decorativas confinadas en la capital, Gondar, paralizadas por las intrigas palaciegas y alianzas entre caudillos. Eran meros títeres con una autoridad limitada a la capital y manejados por regentes tigriños, verdaderos «hacedores de reyes».
Por ejemplo, la debilidad obligó a la familia imperial, de origen amhara, a concertar matrimonios con los cada vez más importantes oromos. Así, cuando el ras de Tigray, Mikael Sehul (c.1692-1784), se hizo con el poder en 1769, se negó a restaurar a la familia imperial en su antiguo poder porque significaría darle demasiado poder a la nobleza oromo. Sin embargo, en 1772 fue vencido por el ras de Yeju, el fundador de la nobleza oromo y de una línea de regentes y gobernadores de Begedimir, Ali el Grande. Otro ejemplo es el caso del emperador Tekle Giyorgis I, quien entre 1779 y 1800 fue coronado y depuesto seis veces. Incluso el gobernante de Shewa, Sahle-Selassie, se proclamó negus, «rey», sin permiso imperial.

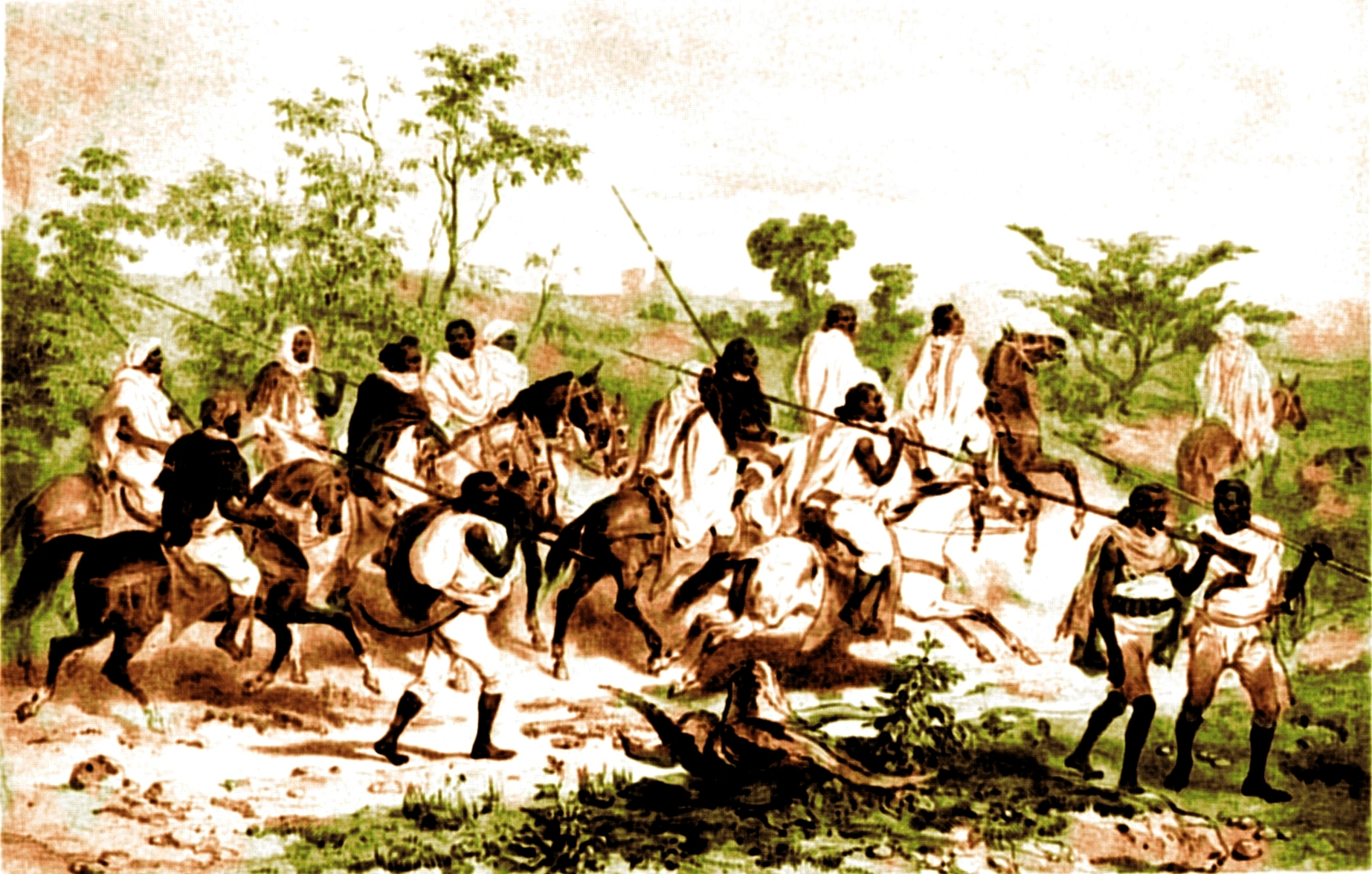
Guerreros etíopes a inicios del.

El estado de guerra civil permanente llevó a la creación de comunidades de guerreros con un ethos militar y profesional que se encargaban de luchar, siempre con el apoyo de milicias movilizadas temporalmente para enfrentar a las amenazas. Al mismo tiempo, la Iglesia ortodoxa de Etiopía se dividió en un cisma entre tres facciones que debatían sobre la naturaleza de Jesús: la doctrina del doble nacimiento, Kara o Tewahido, apoyada en Tigray; la unicidad o Qebat, fuerte en Gojjam; y el triple nacimiento, Ye Tsega Lij, influyente en Shewa.

## Unificación
Finalmente, un caudillo menor llamado Kassa Hailu formó una shifta, «guerrilla», con la que consiguió convertirse en el poder central, marcando un ejemplo para futuros líderes africanos en días futuros. Después de destacar como un hábil líder político y militar, el regente ras Ali II de Yeju, gobernador de Begemidir y Amhara, lo nombró gobernante de Quarra y le dio a su hija, Tewabetch, en matrimonio. Posteriormente, el dejazmach Wube de Tigray se rebeló pero consiguió vencerlo y capturarlo en Dresgie, en la provincia de Semen, el 9 de febrero de 1852.
El regente, temeroso, envió al dejazmach Goshu Biru de Gojam, a arrasar sus tierras pero Kassa le venció en Gura Amba (noviembre de 1852). Esto le dio gran popularidad a Kassa e intimidó a Ali II, que reunió un poderoso ejército de Tigray, Begedimir y Amhara a las órdenes de sus leales dejazmach Biru Aligaz y Belew pero fueron vencidos y muertos en Taqussa.
Finalmente, Kassa venció al regente en Ayshal, la mayor batalla del período, el 29 de junio de 1853. Ali II huyó a Yeju, su baluarte familiar, donde murió años después sin poder. Sabiendo lo sucedido al regente, el jefe Wube de Tigray y Simen se sometió voluntariamente, permitiendo a Kassa consolidar su poder en Begemidir y enviar partidas contra Birru Goshu de Gojam, jefe que había perdido a su padre en Gura Amba. Kassa venció con facilidad e instaló a ras Engeda como nuevo gobernante de la provincia y siguió a Lasta, donde venció a Faris Aligaz en julio de 1854. El 11 de febrero de 1855 Kassa se proclama emperador con el nombre de Teodoro II de Etiopía, quedando el rey Haile Melekot de Shewa como último oponente, pero este último murió de causas naturales antes de la batalla esa primavera y el emperador pudo vencer a su descabezado ejército rápidamente.

## Consecuencias
Teodoro II aprendió las lecciones de sus antecesores al entender que su fracaso político se debía a su incapacidad de controlar a los distintos ejércitos nobiliarios. Intentó modernizar material y organizativamente tanto a su ejército como a su administración central siguiendo ejemplos europeos. Por ejemplo, reorganizó administrativamente el imperio en provincias más pequeñas que puso a cargo de sus partidarios. Sin embargo, la principal razón para desear equipamiento europeo era la amenaza que representaban los norteños reinos islámicos en constante expansión. Este intentó de «modernización defensiva», similar a la intentada por los japoneses, otomanos y magrebíes en la misma época, le sirvió para ganar apoyos entre los partidarios de un imperio más unido capaz de defenderse de las amenazas externas. Además, unificó la Iglesia local apoyando la doctrina Kara.
Durante las últimas etapas de su vida el emperador cayó en la paranoia y empezó a ver enemigos en todas partes, por ejemplo, movió la capital imperial a Magadala y saqueó Gondar en 1866. Esto llevó a diversas revueltas campesinas y a la rebelión de los nobles de Gojjam, Wollo, Semien y partes de Tigray. Teodoro II se refugió con 15.000 guerreros en Magdala, pero su historia acabó con la expedición de 42.000 soldados británicos al golfo de Zula al mando del general Robert Napier. Los expedicionarios avanzaron a la meseta etíope y Teodoro II fue vencido en 1868 y se suicidó.
Etiopía solo empezaría a modernizarse hacia 1920 gracias a los reinados de Menelik II y Haile Selassie. En cierto sentido, como reacción a la intromisión colonial de los europeos en el continente.